# خوسيه فرنسيسكو غونزاليس
خوسيه فرنسيسكو غونزاليس (بالإسبانية: José Francisco González)‏ (21 يوليو 1971 ببويرتو لا كروز في فنزويلا - ) هو مدرب كرة قدم ولاعب كرة قدم فنزويلي في مركز الدفاع. لعب مع Deportivo Anzoátegui S.C. ‏.

## وصلات خارجية
- خوسيه فرنسيسكو غونزاليس على موقع الاتحاد الدولي (مؤرشف)  (الإنجليزية)
- خوسيه فرنسيسكو غونزاليس على موقع قاعدة بيانات كرة القدم.إي يو (الإنجليزية)